# Portique des Dieux Conseillers
Le portique des Dieux Conseillers (en latin : Porticus deorum consentium) s'élevait à Rome sur le Forum Romanum. Situé à son extrémité nord-ouest, près du Capitole, entre le temple de Vespasien et le temple de Saturne, au pied du Tabularium, il renfermait les statues dorées de douze dieux appelés dii consentes.
L’édifice, de construction soignée, était formé de chambres disposées en deux files formant un angle très ouvert et devant lesquelles se trouvait un portique à colonnes en marbre cipolin à chapiteaux corinthiens. C'est probablement dans ces chambres que se trouvaient les statues dorées, disposées deux par deux, des Dii Consentes. Le portique reposait sur une plate-forme qui comportait au niveau inférieur d’autres chambres en partie masquées par le podium du temple de Vespasien.
Le portique a dû être édifié au IIIe ou IIe siècle av. J.-C., mais sa forme actuelle date de l’époque flavienne (fin du Ier siècle). Dégradé ou détruit au IIIe ou au IVe siècle, il fut réparé et rétabli dans son ancien état par Vettius Praetextatus, préfet de la Ville, en l'an 367, dans une ultime tentative de restauration du paganisme. L'inscription de dédicace de Prétextat à l'occasion de cette restauration nous est parvenue :
[Deorum c]onsentium sacrosancta simulacra cum omni lo[ci totius adornatio]ne cultu in [formam antiquam restituto]
[V]ettius Praetextatus, v(ir) c(larissimus), pra[efectus u]rbi [reposuit]
curante Longeio [— v(ir) (clarissimus, c]onsul[ari]
Les restes de ce portique furent retrouvés en 1834, et furent remontés en 1858 en substituant aux colonnes manquantes des colonnes de travertin.